# Lintsi (rzeka)
Lintsi (est. Lintsi jõgi) – rzeka w środkowej Estonii. Źródła znajdują się na północ od wsi Saarnakõrve, gmina Kõue. Wpada do rzeki Parnawa na północ od Rae. Ma długość 68,8 km i powierzchnię dorzecza 285,1 km².